# Franck Fisseux
Franck Fisseux, född 19 februari 1985, är en fransk bågskytt. Han deltog vid olympiska sommarspelen 2004.